# Llista de colors i estils de Nintendo 3DS
Aquesta és una llista de colors i estils de hardware que s'ha produït per a la línia de videoconsoles portàtils Nintendo 3DS produïdes per Nintendo. Encara que el sistema es va llançar inicialment amb només dos colors, la seva línia s'ha ampliat posteriorment per incorporar moltes més varietats de color i edicions limitades, algunes de les quals són exclusives de diferents regions. Com a tal, la llista inclou totes les variacions de color de Nintendo 3DS regulars, així com el seu model més gran, la Nintendo 3DS XL, amb la seva versió en xinès del iQue 3DS XL, i la seva versió de nivell d'entrada, la Nintendo 2DS, així com la New Nintendo 3DS i la New Nintendo 3DS XL.

## Nintendo 3DS

### Colors bàsics
- Aqua Blue ("blau aigua")

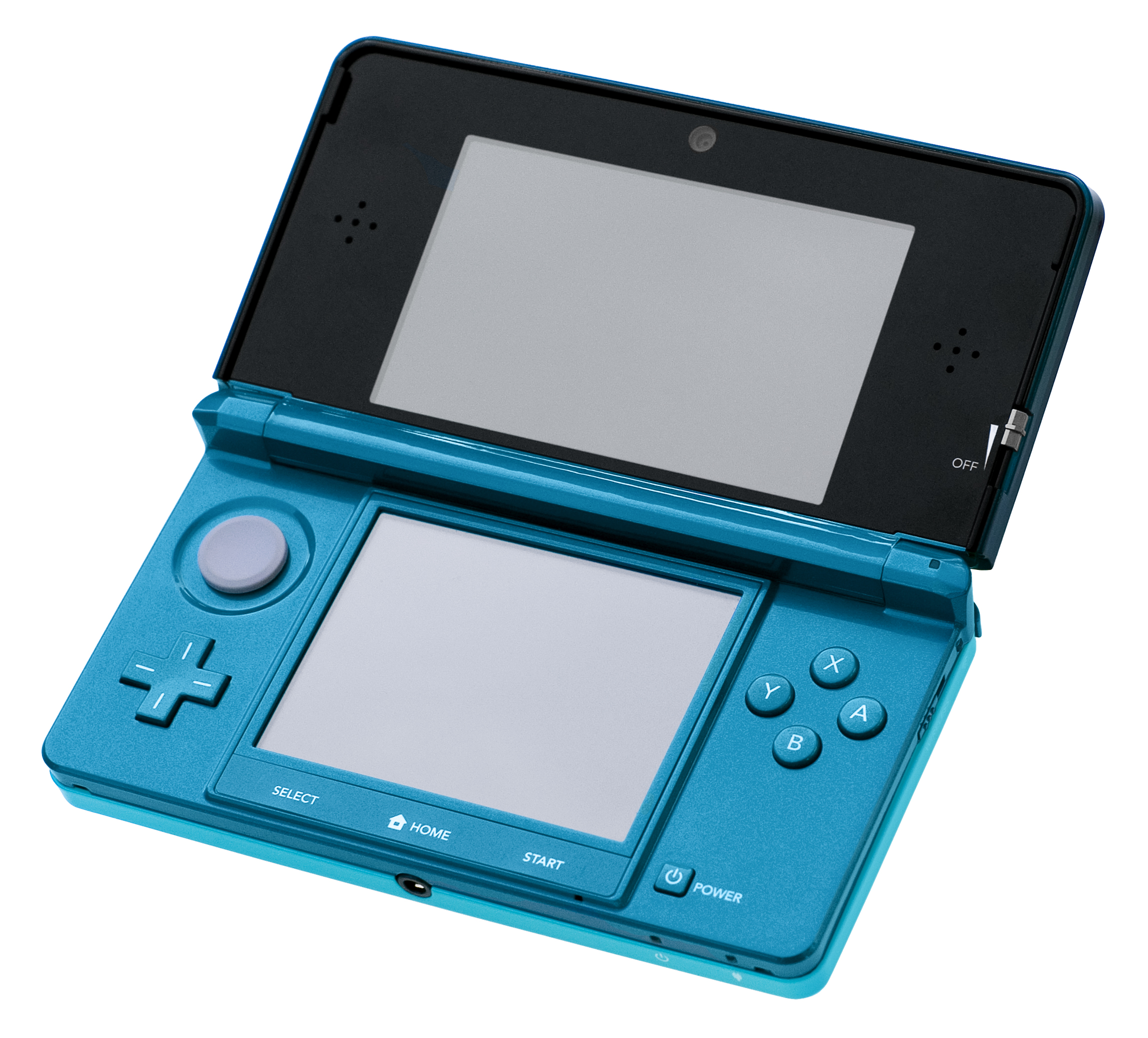
Aqua Blue.

  - Llançament al Japó: 26 de febrer de 2011[1]
  - Llançament a Amèrica del Nord: 27 de març de 2011[1]
  - Llançament a Europa: 25 de març de 2011[1]
  - Llançament a Australàsia: 25 de març de 2011[1]
  - Llançament a Corea del Sud: N/A
  - Llançament a Taiwan: N/A
  - Llançament a Hong Kong: N/A
  - Discontinuat al Japó: Maig de 2012[2]
  - Discontinuat a Amèrica del Nord: Octubre de 2012[3]
  - Discontinuat a Europa: Desconegut[4]
  - Discontinuat a Australàsia: No.

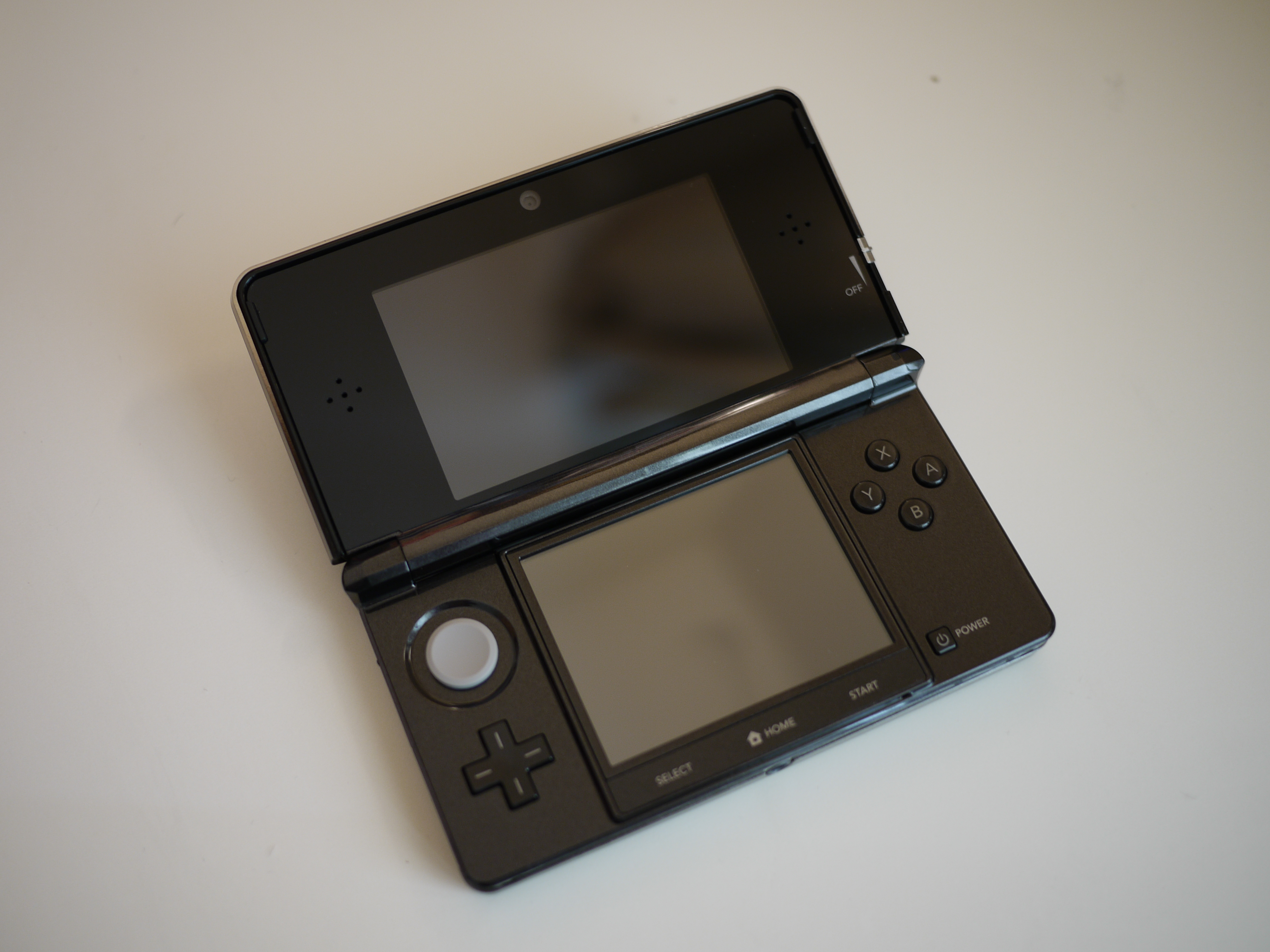
Cosmos Black.

- Cosmos Black (anomenat fora de la regió PAL Cosmo Black) ("negre del cosmos")
  - Llançament al Japó: 26 de febrer de 2011[1]
  - Llançament a Amèrica del Nord: 27 de març de 2011[1]
  - Llançament a Europa: 25 de març de 2011[1]
  - Llançament a Australàsia: 25 de març de 2011[1]
  - Llançament a Corea del Sud: 28 d'abril de 2012[5]
  - Llançament a Taiwan: N/A
  - Llançament a Hong Kong: N/A
  - Discontinuat al Japó: Setembre de 2013[6]
  - Discontinuat a Amèrica del Nord: No.
  - Discontinuat a Europa: No.
  - Discontinuat a Australàsia: No.
  - Discontinuat a Corea del Sud: No.

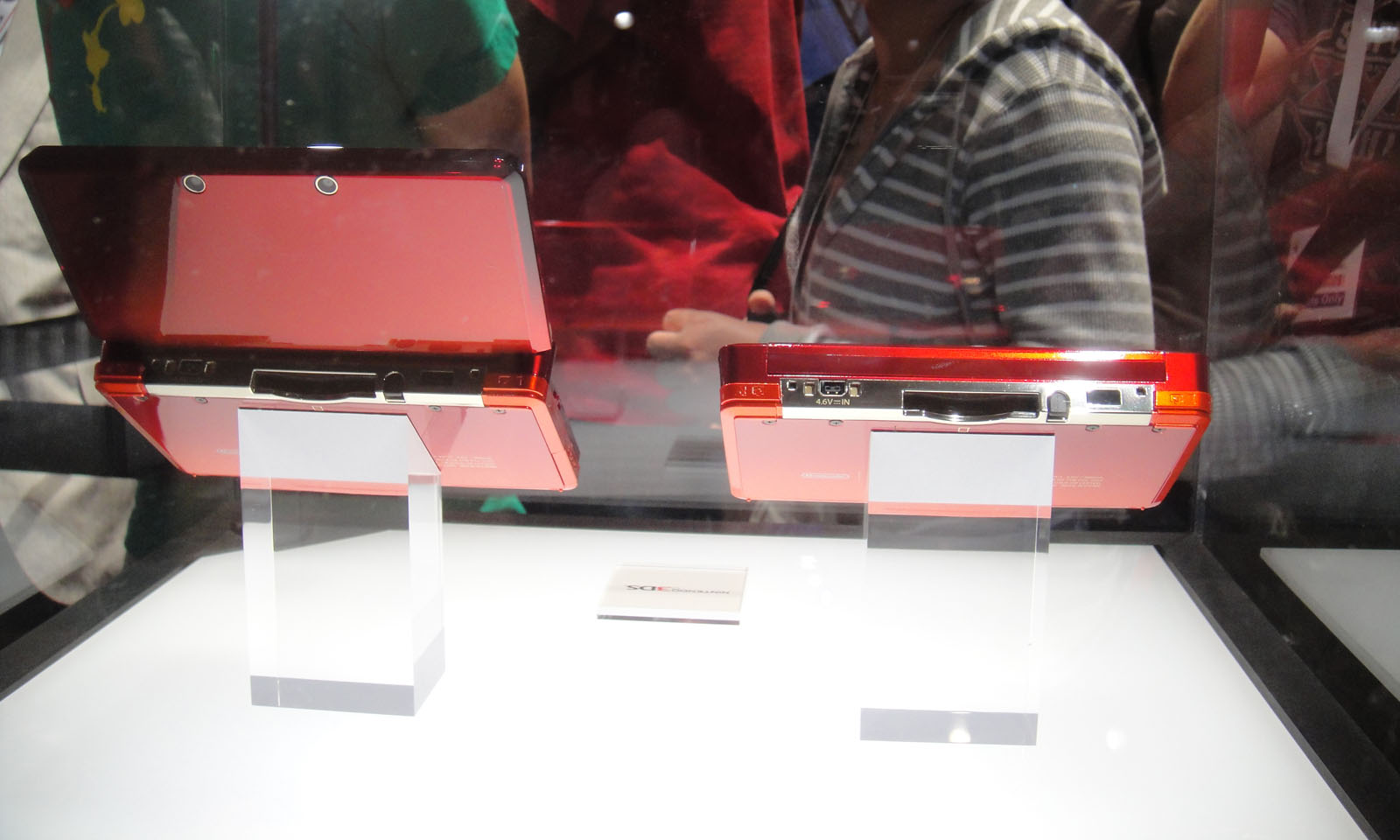
La Flame Red a l'E³ 2010.

- Flame Red (anomenat al Japó Flare Red) ("bengala vermella" o "vermell flama")
  - Llançament al Japó: 14 de juliol de 2012[7]
  - Llançament a Amèrica del Nord: 9 de setembre de 2011[8]
  - Llançament a Europa: 9 de setembre de 2011[8]
  - Llançament a Australàsia: 22 de setembre de 2011[9]
  - Llançament a Corea del Sud: N/A
  - Llançament a Taiwan: N/A
  - Llançament a Hong Kong: N/A
  - Discontinuat al Japó: Octubre de 2012[10]
  - Discontinuat a Amèrica del Nord: Desconegut.[4]
  - Discontinuat a Europa: Desconegut.[4]
  - Discontinuat a Australàsia: No.
- Coral Pink (anomenat a Amèrica del Nord Pearl Pink, al Japó Misty Pink i a Australàsia Lavender Pink) ("rosa coral", "rosa perla", "rosa nebulós" o "rosa de lavanda")
  - Llançament al Japó: 20 d'octubre de 2011[11]
  - Llançament a Amèrica del Nord: 4 de desembre de 2011[12]
  - Llançament a Europa: 18 de novembre de 2011[13]
  - Llançament a Australàsia: 17 de novembre de 2011[14]
  - Llançament a Corea del Sud: 28 d'abril de 2012[5]
  - Llançament a Taiwan: N/A
  - Llançament a Hong Kong: N/A
  - Discontinuat al Japó: Maig de 2013[15]
  - Discontinuat a Amèrica del Nord: No.
  - Discontinuat a Europa: No.
  - Discontinuat a Australàsia: No.
  - Discontinuat a Corea del Sud: No.
- Ice White ("blanc gelat")
  - Llançament al Japó: 3 de novembre de 2011[16]
  - Llançament a Amèrica del Nord: N/A
  - Llançament a Europa: 18 de novembre de 2011[13]
  - Llançament a Australàsia: N/A
  - Llançament a Corea del Sud: 6 de desembre de 2012[17]
  - Llançament a Taiwan: N/A
  - Llançament a Hong Kong: N/A
  - Discontinuat al Japó: Setembre de 2013.[6]
  - Discontinuat a Europa: No.
  - Discontinuat a Corea del Sud: No.
- Midnight Purple ("porpra de mitjanit")
  - Llançament al Japó: N/A
  - Llançament a Amèrica del Nord: 20 de maig de 2012[18]
  - Llançament a Europa: N/A
  - Llançament a Australàsia: N/A
  - Llançament a Corea del Sud: N/A
  - Llançament a Taiwan: N/A
  - Llançament a Hong Kong: N/A
  - Discontinuat a Amèrica del Nord: No.
- Light Blue (anomenat Celurean Blue a Taiwan i Hong Kong) ("blau clar" o "blau ceruli").
  - Llançament al Japó: 20 de març de 2012[19]
  - Llançament a Amèrica del Nord: N/A
  - Llançament a Europa: N/A
  - Llançament a Australàsia: N/A
  - Llançament a Corea del Sud: N/A
  - Llançament a Taiwan: 28 de setembre de 2012[20]
  - Llançament a Hong Kong: 28 de setembre de 2012[20]
  - Discontinuat al Japó: No.
  - Discontinuat a Taiwan: No.
  - Discontinuat a Hong Kong: No.
- Gloss Pink (anomenat Shimmer Pink a Taiwan i Hong Kong) ("rosa 'gloss'" o "rosa brillant")
  - Llançament al Japó: 20 de març de 2012[19]
  - Llançament a Amèrica del Nord: N/A
  - Llançament a Europa: N/A
  - Llançament a Australàsia: N/A
  - Llançament a Corea del Sud: N/A
  - Llançament a Taiwan: 28 de setembre de 2012[20]
  - Llançament a Hong Kong: 28 de setembre de 2012[20]
  - Discontinuat al Japó: No.
  - Discontinuat a Taiwan: No.
  - Discontinuat a Hong Kong: No.
- Metallic Red ("vermell metàl·lic")
  - Llançament al Japó: 13 de juny de 2013[15]
  - Llançament a Amèrica del Nord: N/A
  - Llançament a Europa: N/A
  - Llançament a Australàsia: N/A
  - Llançament a Corea del Sud: N/A
  - Llançament a Taiwan: N/A
  - Llançament a Hong Kong: N/A
  - Discontinuat al Japó: No.
- Pure White ("blanc pur")
  - Llançament al Japó: 10 d'octubre de 2013[21]
  - Llançament a Amèrica del Nord: N/A
  - Llançament a Europa: N/A
  - Llançament a Australàsia: N/A
  - Llançament a Corea del Sud: N/A
  - Llançament a Taiwan: N/A
  - Llançament a Hong Kong: N/A
  - Discontinuat al Japó: No.
- Clear Black ("negre total")
  - Llançament al Japó: 10 d'octubre de 2013[21]
  - Llançament a Amèrica del Nord: N/A
  - Llançament a Europa: N/A
  - Llançament a Australàsia: N/A
  - Llançament a Corea del Sud: N/A
  - Llançament a Taiwan: N/A
  - Llançament a Hong Kong: N/A
  - Discontinuat al Japó: No.

### Variacions de colors limitades

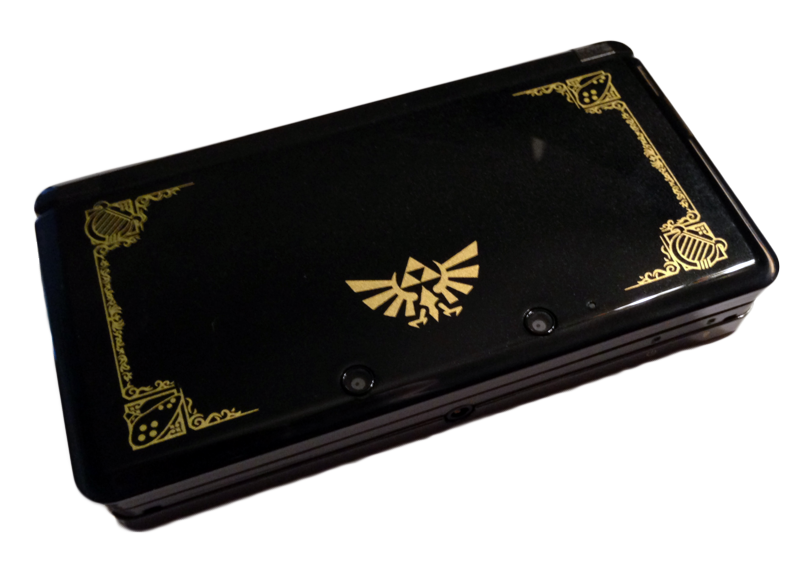
Una edició limitada de sistema de Nintendo 3DS de The Legend of Zelda. Conté The Legend of Zelda: Ocarina of Time 3D per celebrar el 25è aniversari de la sèrie. Disposa de calcomanies daurades de la icònica Triforce de la sèrie, així com altres adorns.

|  | Venda física |  | Competició/Rifa |

| Nom                                                                        | Color de base    | Color de la calcomania  | Disponibilitat      | Data de llançament     | Data de llançament     | Data de llançament     | Data de llançament    | Data de llançament    |
| Nom                                                                        | Color de base    | Color de la calcomania  | Disponibilitat      | Japó                   | Amèrica del Nord       | Europa                 | Australàsia           | Taiwan                |
| -------------------------------------------------------------------------- | ---------------- | ----------------------- | ------------------- | ---------------------- | ---------------------- | ---------------------- | --------------------- | --------------------- |
| Heroes of Ruin                                                             | Gris             | Gris lleuger            | Competició/Rifa     | Agost 2011             | Agost 2011             | Agost 2011             | Agost 2011            | N/A                   |
| The Legend of Zelda 25th Anniversary                                       | Cosmos Black     | Daurat                  | Venda física normal | 5 de desembre de 2011  | 25 de novembre de 2011 | 25 de novembre de 2011 | 1 de desembre de 2011 | N/A                   |
| SD Gundam G Generation                                                     | Flare Red        | Negre                   | Venda física normal | 22 de desembre de 2011 | N/A                    | N/A                    | N/A                   | N/A                   |
| Monster Hunter 3G (Monster Hunter 3 Ultimate)                              | Ice White        | Vermell                 | Venda física normal | 10 de desembre de 2011 | N/A                    | N/A                    | N/A                   | N/A                   |
| Mario                                                                      | Flare Red        | Roba d'en Mario         | Competició/Rifa     | 15 de gener de 2012    | N/A                    | Gener 2012             | Gener 2012            | N/A                   |
| Princesa Peach                                                             | Misty/Coral Pink | Vestit de Peach         | Competició/Rifa     | 15 de gener 2012       | N/A                    | Gener 2012             | Gener 2012            | N/A                   |
| Toad                                                                       | Ice White        | Barret d'en Toad        | Competició/Rifa     | 15 de gener de 2012    | N/A                    | Gener 2012             | Gener 2012            | N/A                   |
| New Love Plus (3 variacions)                                               | Cosmos Black     | Blanc i blau            | Competició/Rifa     | 8 de febrer de 2012    | N/A                    | N/A                    | N/A                   | N/A                   |
| Metal Gear Solid: Snake Eater 3D                                           | Cosmos Black     | Pell de serp d'imitació | Competició/Rifa     | 8 de març de 2012      | N/A                    | N/A                    | N/A                   | N/A                   |
| Kingdom Hearts 3D: Dream Drop Distance                                     | Cosmos Black     | Negre i rosa            | Venda física normal | 29 de març de 2012     | N/A                    | N/A                    | N/A                   | N/A                   |
| Coro Coro 35th Anniversary                                                 | Cosmos Black     | Daurat                  | Competició/Rifa     | 14 d'abril de 2012     | N/A                    | N/A                    | N/A                   | N/A                   |
| Fire Emblem: Awakening                                                     | Cobalt Blue      | Blau clar               | Venda física normal | 19 d'abril de 2012     | 4 de febrer de 2013    | N/A                    | N/A                   | N/A                   |
| Dragon Quest Monsters: Terry's Wonderland 3D                               | Ice White        | Blau clar               | Venda física normal | 31 de maig de 2012     | N/A                    | N/A                    | N/A                   | N/A                   |
| Dora Kazu: Nobita no Suuji Daibouken (Doraemon: Nobita’s Number Adventure) | Cerulean Blue    | White                   | Competició/Rifa     | N/A                    | N/A                    | N/A                    | N/A                   | 3 de setembre de 2013 |
| Monster Hunter 4                                                           | Light Blue       | Blanc                   | Venda física normal | 7 de novembre de 2013  | N/A                    | N/A                    | N/A                   | N/A                   |

### Colors de bases de càrrega
- Negre

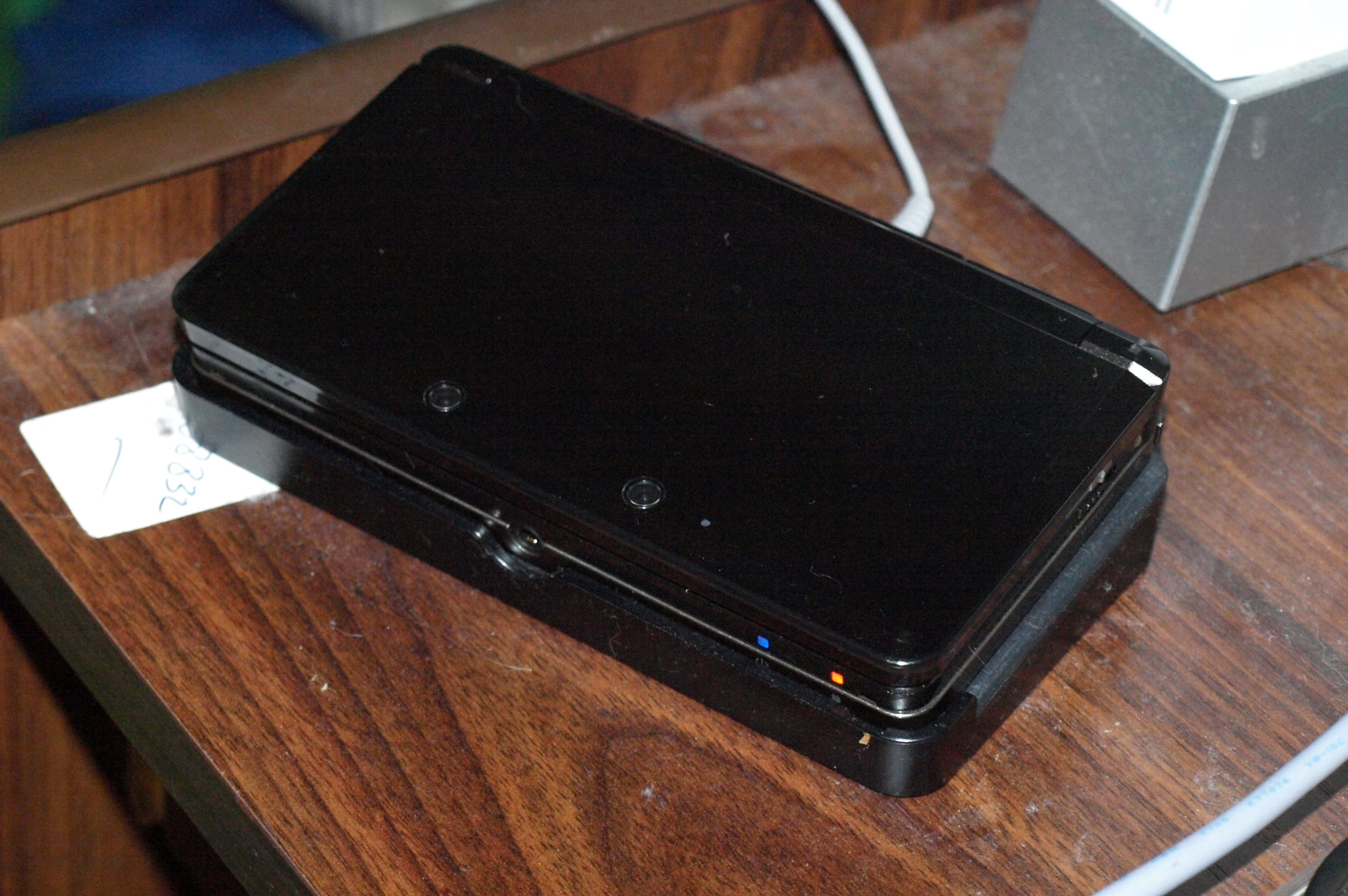
Una Nintendo 3DS negra sobre la base de càrrega negra.

  - Llançament al Japó: 26 de febrer de 2011
  - Llançament a Amèrica del Nord: 27 de març de 2011
  - Llançament a Europa: 25 de març de 2011
  - Llançament a Australàsia: 25 de març de 2011
  - Llançament a Corea del Sud: 28 d'abril de 2012
  - Llançament a Taiwan: 28 de setembre de 2012
  - Llançament a Hong Kong: 28 de setembre de 2012

## Nintendo 3DS XL

### Colors bàsics
NOTA: L'interior del sistema és blanc o negre, mentre que la part frontal i posterior del sistema estan acolorits d'un color secundari.
- Silver + Black ("daurat i negre")

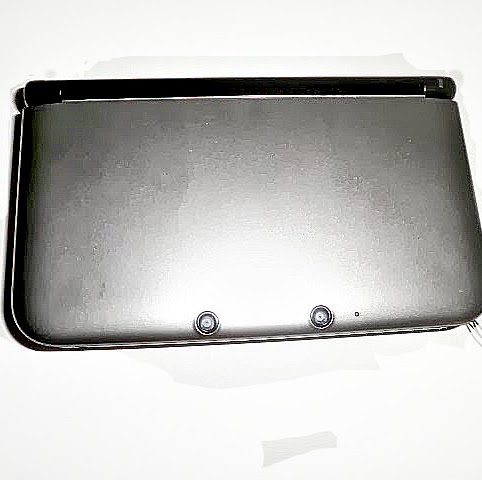
El color Silver + Black.

  - Llançament al Japó: 28 de juliol de 2012[41]
  - Llançament a Amèrica del Nord: N/A
  - Llançament a Europa: 28 de juliol de 2012[42]
  - Llançament a Australàsia: 23 d'agost de 2012[43]
  - Llançament a Corea del Sud: 20 de setembre de 2012[44]
  - Llançament a Taiwan: N/A
  - Llançament a Hong Kong: N/A
  - Discontinuat al Japó: 28 de novembre de 2014[45]
  - Discontinuat a Europa: No.
  - Discontinuat a Australàsia: No.
  - Discontinuat a Corea del Sud: No.
- Red + Black ("vermell i negre")
  - Llançament al Japó: 28 de juliol de 2012[41]
  - Llançament a Amèrica del Nord: 19 d'agost de 2012[42]
  - Llançament a Europa: 28 de juliol de 2012[42]
  - Llançament a Australàsia: 23 d'agost de 2012[43]
  - Llançament a Corea del Sud: 20 de setembre de 2012[44]
  - Llançament a Taiwan: N/A
  - Llançament a Hong Kong: 6 de desembre de 2014 (només amb New Super Mario Bros. 2)[46]
  - Discontinuat al Japó: 28 de novembre de 2014[45]
  - Discontinuat a Amèrica del Nord: No.
  - Discontinuat a Europa: No.
  - Discontinuat a Australàsia: No.
  - Discontinuat a Corea del Sud: No.
  - Discontinuat a Hong Kong: No.

- Blue + Black ("blau i negre")

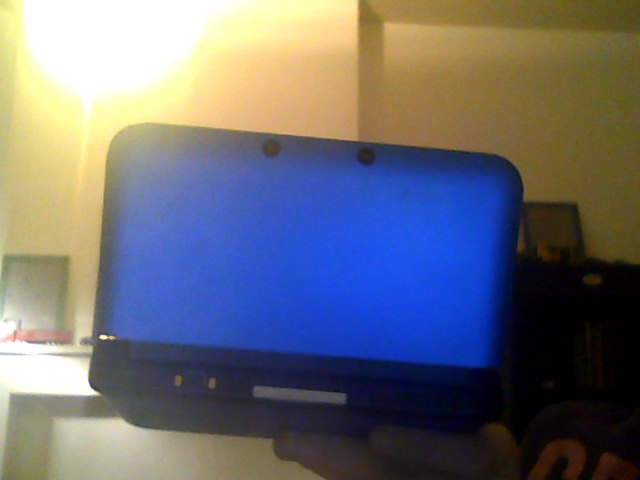
El color Blue + Black.

  - Llançament al Japó: 11 d'octubre de 2012[47]
  - Llançament a Amèrica del Nord: 19 d'agost de 2012[42]
  - Llançament a Europa: 28 de juliol de 2012[42]
  - Llançament a Australàsia: 23 d'agost de 2012[43]
  - Llançament a Corea del Sud: 16 de gener de 2014[48]
  - Llançament a Taiwan: 28 de setembre de 2012[49]
  - Llançament a Hong Kong: 28 de setembre de 2012[49]
  - Discontinuat al Japó: 28 de novembre de 2014[45]
  - Discontinuat a Amèrica del Nord: No.
  - Discontinuat a Europa: No.
  - Discontinuat a Australàsia: No.
  - Discontinuat a Corea del Sud: No.
  - Discontinuat a Taiwan: No.
  - Discontinuat a Hong Kong: No.
- White ("blanc")
  - Llançament al Japó: 28 de juliol de 2012[41]
  - Llançament a Amèrica del Nord: N/A
  - Llançament a Europa: 16 de novembre de 2012[50]
  - Llançament a Australàsia: 6 de desembre de 2012[43]
  - Llançament a Corea del Sud: 20 de setembre de 2012[44]
  - Llançament a Taiwan: 28 de setembre de 2012[49]
  - Llançament a Hong Kong: 28 de setembre de 2012[49]
  - Discontinuat al Japó: 1 de desembre de 2014[51]
  - Discontinuat a Europa: No.
  - Discontinuat a Australàsia: No.
  - Discontinuat a Corea del Sud: No.
  - Discontinuat a Taiwan: No.
  - Discontinuat a Hong Kong: No.
- Pink + White ("rosa i blanc")
  - Llançament al Japó: 27 de setembre de 2012[52]
  - Llançament a Amèrica del Nord: 1 de novembre de 2012 (limitat)[53]
  - Llançament a Europa: N/A
  - Llançament a Australàsia: N/A
  - Llançament a Corea del Sud: N/A
  - Llançament a Taiwan: N/A
  - Llançament a Hong Kong: N/A
  - Discontinuat al Japó: 28 de novembre de 2014[45]
  - Discontinuat a Amèrica del Nord: No.

- Black ("negre")

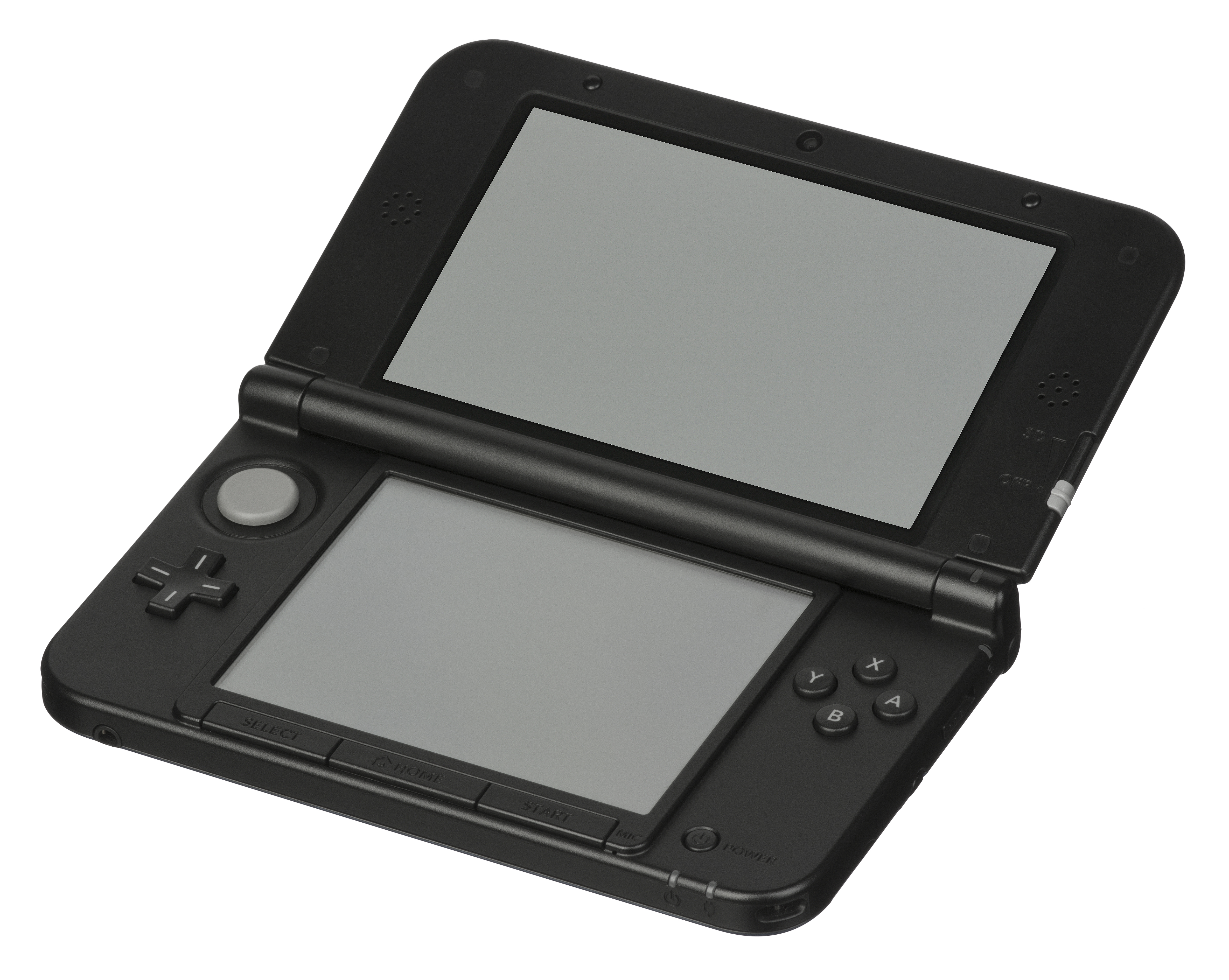
El color Black.

  - Llançament al Japó: 1 de novembre de 2012[54]
  - Llançament a Amèrica del Nord: 11 d'agost de 2013[55]
  - Llançament a Europa: 22 de març de 2013[56]
  - Llançament a Australàsia: 23 de març de 2014 (limitat)[57]
  - Llançament a Corea del Sud: 21 de novembre de 2014[58]
  - Llançament a Taiwan: N/A
  - Llançament a Hong Kong: N/A
  - Discontinuat al Japó: 28 de novembre de 2014[45]
  - Discontinuat a Amèrica del Nord: No.
  - Discontinuat a Europa: No.
  - Discontinuat a Australàsia: No.
- Mint + White ("menta i blanc")
  - Llançament al Japó: 18 d'abril de 2013[59]
  - Llançament a Amèrica del Nord: N/A
  - Llançament a Europa: N/A
  - Llançament a Australàsia: N/A
  - Llançament a Corea del Sud: N/A
  - Llançament a Taiwan: N/A
  - Llançament a Hong Kong: N/A
  - Discontinuat al Japó: 28 de novembre de 2014[45]
- Pink ("rosa")
  - Llançament al Japó: N/A
  - Llançament a Amèrica del Nord: N/A
  - Llançament a Europa: 31 de maig de 2013[60]
  - Llançament a Australàsia: N/A
  - Llançament a Corea del Sud: N/A
  - Llançament a Taiwan: N/A
  - Llançament a Hong Kong: N/A
  - Discontinuat a Europa: No.

### Edicions de colors limitades
- Orange + Black ("taronja i negre")
  - Llançament al Japó: 28 de novembre de 2013[61]
  - Llançament a Amèrica del Nord: N/A
  - Llançament a Europa: N/A
  - Llançament a Australàsia: N/A
- Turquoise + Black ("color turquesa i negre")
  - Llançament al Japó: 28 de novembre de 2013[61]
  - Llançament a Amèrica del Nord: N/A
  - Llançament a Europa: N/A
  - Llançament a Australàsia: N/A

### Variacions de colors limitades
|  | Venda física habitual |  | Botigues selectives |  | Competició/Rifa |

| Nom                                                              | Color de base                       | Color de la calcomania                             | Disponibilitat               | Data de llançament     | Data de llançament                | Data de llançament     | Data de llançament     | Data de llançament     | Data de llançament    |
| Nom                                                              | Color de base                       | Color de la calcomania                             | Disponibilitat               | Japó                   | Amèrica del Nord                  | Europa                 | Australàsia            | Corea del Sud          | Hong Kong             |
| ---------------------------------------------------------------- | ----------------------------------- | -------------------------------------------------- | ---------------------------- | ---------------------- | --------------------------------- | ---------------------- | ---------------------- | ---------------------- | --------------------- |
| Pikachu                                                          | Yellow + White                      | N/D                                                | Botigues selectives (JP)     | 15 de setembre de 2012 | 24 de març de 2013                | 7 de desembre de 2012  | Desconegut             | 13 de desembre de 2012 | N/D                   |
| Pikachu                                                          | Yellow + White                      | N/D                                                | Venda física regular (WW)    | 15 de setembre de 2012 | 24 de març de 2013                | 7 de desembre de 2012  | Desconegut             | 13 de desembre de 2012 | N/D                   |
| Culdcept                                                         | Silver + Black                      | Daurat fosc                                        | Competició/Rifa              | 3 de novembre de 2012  | N/D                               | N/D                    | N/D                    | N/D                    | N/D                   |
| Animal Crossing: New Leaf                                        | White                               | Diversos                                           | Venda física regular         | 8 de novembre de 2012  | 9 de juny de 2013                 | 14 de juny de 2013     | Desconegut             | 7 de febrer de 2013    | N/D                   |
| New Super Mario Bros. 2                                          | Red + Black                         | Vermell clar                                       | Venda física regular         | 15 de novembre de 2012 | N/D                               | N/D                    | N/D                    | N/D                    | 5 de desembre de 2014 |
| Charizard                                                        | Black                               | Or                                                 | Botigues selectives          | 9 de febrer de 2013    | N/D                               | N/D                    | N/D                    | N/D                    | N/D                   |
| Super Robot Wars UX                                              | Black                               | Daurat                                             | Venda física regular         | 14 de març de 2013     | N/D                               | N/D                    | N/D                    | N/D                    | N/D                   |
| Fire Emblem: Awakening                                           | Blue + Black                        | Blau clar                                          | Venda física regular         | N/D                    | N/D                               | 19 d'abril de 2013     | Desconegut             | N/D                    | N/D                   |
| Shin Megami Tensei IV                                            | White                               | Negre                                              | Venda física regular         | 23 de maig de 2013     | N/D                               | N/D                    | N/D                    | N/D                    | N/D                   |
| Tomodachi Collection: New Life                                   | White                               | Menta                                              | Venda física regular         | 18 d'abril de 2013     | N/D                               | N/D                    | N/D                    | N/D                    | N/D                   |
| L'Any d'en Luigi                                                 | White                               | Tons verds                                         | Venda física regular         | 18 de juny de 2013     | N/D                               | 1 de novembre de 2013  | N/D                    | N/D                    | N/D                   |
| Eevee                                                            | White                               | Tons marrons                                       | Botigues selectives          | 22 de juny de 2013     | N/D                               | N/D                    | N/D                    | N/D                    | N/D                   |
| Disney Magic Castle: My Happy Life                               | White                               | Daurat i blanc                                     | Venda física regular         | 11 de juliol de 2013   | N/D                               | N/D                    | N/D                    | N/D                    | N/D                   |
| Monster Hunter 4                                                 | Goa Magara Black                    | Daurat + Gris                                      | Venda física regular         | 14 de setembre de 2013 | N/D                               | N/D                    | N/D                    | N/D                    | N/D                   |
| Monster Hunter 4                                                 | Felyne White                        | Daurat clar                                        | Venda física regular         | 14 de setembre de 2013 | N/D                               | N/D                    | N/D                    | N/D                    | N/D                   |
| Pokémon X and Y                                                  | Blue + Black                        | Xerneas blanc Yveltal negre                        | Venda física regular         | 12 d'octubre de 2013   | 27 de setembre de 2013            | 27 de setembre de 2013 | 27 de setembre de 2013 | N/D                    | N/D                   |
| Pokémon X and Y                                                  | Red + Black                         | Xerneas blanc Yveltal negre                        | Venda física regular         | N/D                    | 27 de setembre de 2013            | 27 de setembre de 2013 | 27 de setembre de 2013 | N/D                    | N/D                   |
| Pokémon X and Y                                                  | Premium Gold + Black                | Negre                                              | Botigues selectives          | 12 d'octubre de 2013   | N/D                               | N/D                    | N/D                    | N/D                    | N/D                   |
| One Piece: Unlimited World RED                                   | Black                               | Vermell                                            | Venda física regular         | 21 de novembre de 2013 | N/D                               | N/D                    | N/D                    | N/D                    | N/D                   |
| One Piece: Unlimited World RED                                   | Pink + White                        | Ombres roses                                       | Venda física regular         | 21 de novembre de 2013 | N/D                               | N/D                    | N/D                    | N/D                    | N/D                   |
| The Legend of Zelda: A Link Between Worlds                       | Gold + Black                        | Daurat i Negre                                     | Venda física regular         | 12 de desembre de 2013 | 22 de novembre de 2013            | 22 de novembre de 2013 | 23 de novembre de 2013 | N/D                    | N/D                   |
| Mario & Luigi: Dream Team Bros.                                  | Silver + Black                      | Daurat                                             | Venda física regular         | N/D                    | 2 de desembre de 2013             | N/D                    | N/D                    | N/D                    | N/D                   |
| Dragon Quest Monsters 2: Iru and Luca's Marvelous Mysterious Key | White                               | Daurat i blau                                      | Venda física regular         | 6 de febrer de 2014    | N/D                               | N/D                    | N/D                    | N/D                    | N/D                   |
| Yoshi's New Island                                               | Green + White                       | N/D                                                | Venda física regular         | N/D                    | 14 de març de 2014                | 14 de març de 2014     | 15 de març de 2014     | N/D                    | N/D                   |
| Monster Hunter 4                                                 | Rajang Gold                         | N/D                                                | Venda física regular         | 27 de març de 2014     | N/D                               | N/D                    | N/D                    | N/D                    | N/D                   |
| New Love Plus+ Nene                                              | White                               | Tons rosats                                        | Venda física regular         | 27 de març de 2014     | N/D                               | N/D                    | N/D                    | N/D                    | N/D                   |
| New Love Plus+ Manaka                                            | White                               | Tons blaus                                         | Venda física regular         | 27 de març de 2014     | N/D                               | N/D                    | N/D                    | N/D                    | N/D                   |
| New Love Plus+ Rinko                                             | White                               | Tons verds                                         | Venda física regular         | 27 de març de 2014     | N/D                               | N/D                    | N/D                    | N/D                    | N/D                   |
| Super Smash Bros. for Nintendo 3DS                               | Red + Black                         | Caràtula del joc en blanc i negre                  | Venda física regular (EU/NA) | N/D                    | 19 de setembre de 2014            | 2 d'octubre de 2014    | 27 d'agost de 2014     | N/D                    | N/D                   |
| Super Smash Bros. for Nintendo 3DS                               | Red + Black                         | Caràtula del joc en blanc i negre                  | Botigues selectives (AUS)    | N/D                    | 19 de setembre de 2014            | 2 d'octubre de 2014    | 27 d'agost de 2014     | N/D                    | N/D                   |
| Persona Q: Shadow of the Labyrinth                               | Blau fosc i clar en forma de rombes | Llibre Grimoire                                    | Botigues selectives          | N/D                    | 25 de novembre de 2014            | N/D                    | N/D                    | N/D                    | N/D                   |
| Nintendo Entertainment System                                    | White                               | Comandament de NES                                 | Botigues selectives          | N/D                    | 10 d'octubre de 2014              | N/D                    | N/D                    | N/D                    | N/D                   |
| Nintendo 3DS XL + Luigi's Mansion 2                              | Black                               | N/D                                                | Venda física regular         | N/D                    | N/D                               | 10 d'octubre de 2014   | N/D                    | N/D                    | N/D                   |
| Nintendo 3DS XL New Super Mario Bros. 2 Limited Edition          | Red + Black                         | Elements de Mario i ell mateix en escala de grisos | Botigues selectives          | N/D                    | 28 de novembre de 2014 (Wal-Mart) | N/D                    | N/D                    | N/D                    | N/D                   |

### Colors de bases de càrrega
|  | Disponible |  | Club Nintendo |

| Negre   | N/A                | N/A                  | 24 d'agost de 2013 | N/A                    |
| Blau    | 30 de març de 2013 | 31 d'octubre de 2013 | N/A                | N/A                    |
| Groc    | 30 de març de 2013 | 31 d'octubre de 2013 | N/A                | 10 de desembre de 2014 |
| Vermell | 30 de març de 2013 | 31 d'octubre de 2013 | N/A                | N/A                    |
| Verd    | 30 de març de 2013 | 31 d'octubre de 2013 | N/A                | 10 de desembre de 2014 |
| Blanc   | 30 de març de 2013 | 31 d'octubre de 2013 | N/A                | N/A                    |

### iQue 3DS XL
|  | Venda habitual |  | Flet's |  | PlayAsia |

| Nom           | Color de base  | Color de la calcomania | Data de llançament | Data de llançament    | Data de llançament |
| Nom           | Color de base  | Color de la calcomania | La Xina            | Japó                  | Amèrica del Nord   |
| ------------- | -------------- | ---------------------- | ------------------ | --------------------- | ------------------ |
| Mario         | White          | Vermell                | Desembre 2012      | 9 de desembre de 2013 | Juliol 2014        |
| Mario & Luigi | Red + Black    | Daurat                 | Desembre 2012      | N/D                   | N/D                |
| Mario & Luigi | Silver + Black | Gris fosc              | Desembre 2012      | 9 de desembre de 2013 | N/D                |

Notes
1. 1 2  En la versió xinesa, el pack conté a més els videojocs Super Mario 3D Land i Mario Kart 7 mentre que en la versió nord-americana conté New Super Mario Bros. 2 i Pro Evolution Soccer 2011 3D.[104]

## Nintendo 2DS

### Colors bàsics
- Black + Blue (conegut a Amèrica del Nord com Electric Blue) ("negre i blau" o "blau elèctric")
  - Llançament al Japó: N/A
  - Llançament a Amèrica del Nord: 12 d'octubre de 2013[105]
  - Llançament a Europa: 12 d'octubre de 2013[105]
  - Llançament a Australàsia: 12 d'octubre de 2013[105]
  - Llançament a Corea del Sud: 7 de desembre de 2013[106]
  - Discontinuat a Amèrica del Nord: No.
  - Discontinuat a Europa: No.
  - Discontinuat a Australàsia: No.
  - Discontinuat a Corea del Sud: No.
- Black + Red (conegut a Amèrica del Nord com Crimson Red) ("negre i vermell" o "vermell carmesí")
  - Llançament al Japó: N/A
  - Llançament a Amèrica del Nord: 12 d'octubre de 2013[105]
  - Llançament a Europa: 28 de novembre de 2014 amb Mario Kart 7[107]
  - Llançament a Australàsia: N/A
  - Llançament a Corea del Sud: N/A
  - Discontinuat a Amèrica del Nord: No.
  - Discontinuat a Europa: No.
- White + Red ("blanc i vermell")
  - Llançament al Japó: N/A
  - Llançament a Amèrica del Nord: N/A
  - Llançament a Europa: 12 d'octubre de 2013[105]
  - Llançament a Australàsia: 12 d'octubre de 2013[105]
  - Llançament a Corea del Sud: 7 de desembre de 2013[106]
  - Discontinuat a Europa: No.
  - Discontinuat a Australàsia: No.
  - Discontinuat a Corea del Sud: No.
- Pink + White ("rosa i blanc")
  - Llançament al Japó: N/A
  - Llançament a Amèrica del Nord: N/A
  - Llançament a Europa: 16 de maig de 2014[108][109]
  - Llançament a Australàsia: 17 de maig de 2014[109]
  - Llançament a Corea del Sud: N/A
  - Discontinuat a Europa: No.
  - Discontinuat a Australàsia: No.
- Sea Green ("verd marí")
  - Llançament al Japó: N/A
  - Llançament a Amèrica del Nord: 6 de juny de 2014[110][111]
  - Llançament a Europa: N/A
  - Llançament a Australàsia: N/A
  - Llançament a Corea del Sud: N/A
  - Discontinuat a Amèrica del Nord: No.
- Transparent Blue ("blau transparent")
  - Llançament al Japó: N/A
  - Llançament a Amèrica del Nord: 21 de novembre de 2014[112]
  - Llançament a Europa: 7 de novembre de 2014[113][114]
  - Llançament a Australàsia: N/A
  - Llançament a Corea del Sud: N/A
  - Discontinuat a Europa: No.
- Transparent Red ("vermell transparent")
  - Llançament al Japó: N/A
  - Llançament a Amèrica del Nord: 21 de novembre de 2014[112]
  - Llançament a Europa: 7 de novembre de 2014[113]
  - Llançament a Australàsia: N/A
  - Llançament a Corea del Sud: N/A
- Transparent Black ("negre transparent")
  - Llançament al Japó: 15 de setembre de 2016[115]
  - Llançament a Amèrica del Nord: N/A
  - Llançament a Europa: N/A
  - Llançament a Australàsia: N/A
  - Llançament a Corea del Sud: N/A
- Red ("vermell")
  - Llançament al Japó: 15 de setembre de 2016[115]
  - Llançament a Amèrica del Nord: N/A
  - Llançament a Europa: N/A
  - Llançament a Australàsia: N/A
  - Llançament a Corea del Sud: N/A
- Blue ("blau")
  - Llançament al Japó: 15 de setembre de 2016[115]
  - Llançament a Amèrica del Nord: N/A
  - Llançament a Europa: N/A
  - Llançament a Australàsia: N/A
  - Llançament a Corea del Sud: N/A
- Lavender ("lavanda")
  - Llançament al Japó: 15 de setembre de 2016[115]
  - Llançament a Amèrica del Nord: N/A
  - Llançament a Europa: N/A
  - Llançament a Australàsia: N/A
  - Llançament a Corea del Sud: N/A
- Pink ("rosa")
  - Llançament al Japó: 15 de setembre de 2016[115]
  - Llançament a Amèrica del Nord: N/A
  - Llançament a Europa: N/A
  - Llançament a Australàsia: N/A
  - Llançament a Corea del Sud: N/A

### Edicions de colors limitades
- Peach Pink ("rosa préssec") (Disney Magical World)
  - Llançament al Japó: N/A
  - Llançament a Amèrica del Nord: 11 d'abril de 2014 (disponible a botigues GameStop)[116]
  - Llançament a Europa: N/A
  - Llançament a Australàsia: N/A
  - Llançament a Corea del Sud: N/A
- Blau (amb els botons colorejats segons el comandament de SNES, incloent una còpia de Pokémon Sol o Pokémon Luna)
  - Llançament al Japó: N/A
  - Llançament a Amèrica del Nord: N/A
  - Llançament a Europa: 23 de novembre de 2016[117]
  - Llançament a Australàsia: N/A
  - Llançament a Corea del Sud: N/A
- White + Gold ("blanc i daurat") (amb targeta SD de 4 GB i New Super Mario Bros. 2 i un carregador)
  - Llançament al Japó: 15 de desembre de 2016[118]
  - Llançament a Amèrica del Nord: N/A
  - Llançament a Europa: N/A
  - Llançament a Australàsia: N/A
  - Llançament a Corea del Sud: N/A

### Colors de fundes
- Blue ("blau")
  - Llançament al Japó: N/A
  - Llançament a Amèrica del Nord: 12 d'octubre de 2013
  - Llançament a Europa: 12 d'octubre de 2013
  - Llançament a Australàsia: 12 d'octubre de 2013
  - Llançament a Corea del Sud: 7 de desembre de 2013
- Red ("vermell")
  - Llançament al Japó: N/A
  - Llançament a Amèrica del Nord: 12 d'octubre de 2013
  - Llançament a Europa: 12 d'octubre de 2013
  - Llançament a Australàsia: 12 d'octubre de 2013
  - Llançament a Corea del Sud: 7 de desembre de 2013
- Silver ("daurat")
  - Llançament al Japó: N/A
  - Llançament a Amèrica del Nord: N/A
  - Llançament a Europa: 16 de maig de 2014[119]
  - Llançament a Australàsia: N/A
  - Llançament a Corea del Sud: N/A
- Red Mario ("vermell Mario")
  - Llançament al Japó: N/A
  - Llançament a Amèrica del Nord: N/A
  - Llançament a Europa: N/A
  - Llançament al Regne Unit: 4 de juliol de 2014 (si es reserva a la botiga oficial de Nintendo del Regne Unit el 2DS New Super Mario Bros. 2 Special Edition).[120]
  - Llançament a Australàsia: N/A
  - Llançament a Corea del Sud: N/A

## New Nintendo 3DS

### Colors bàsics
- Blanc
  - Llançament al Japó: 11 d'octubre de 2014[121]
  - Llançament a Europa (de forma limitada sota el nom Ambassador Edition): 6 de gener de 2015[122]
  - Llançament a Europa (disponibilitat general): 13 de febrer de 2015[123]
  - Llançament a Corea del Sud: 10 de setembre de 2015[124][125]
  - Llançament a Amèrica del Nord: 25 de setembre de 2015 (GameStop)[126]
- Negre
  - Llançament al Japó: 11 d'octubre de 2014[121]
  - Llançament a Europa (disponibilitat general): 13 de febrer de 2015[123]
  - Llançament a Australàsia: 17 d'octubre de 2015[127]
  - Llançament a Corea del Sud: N/A
  - Llançament a Amèrica del Nord: N/A

### Cover Plates

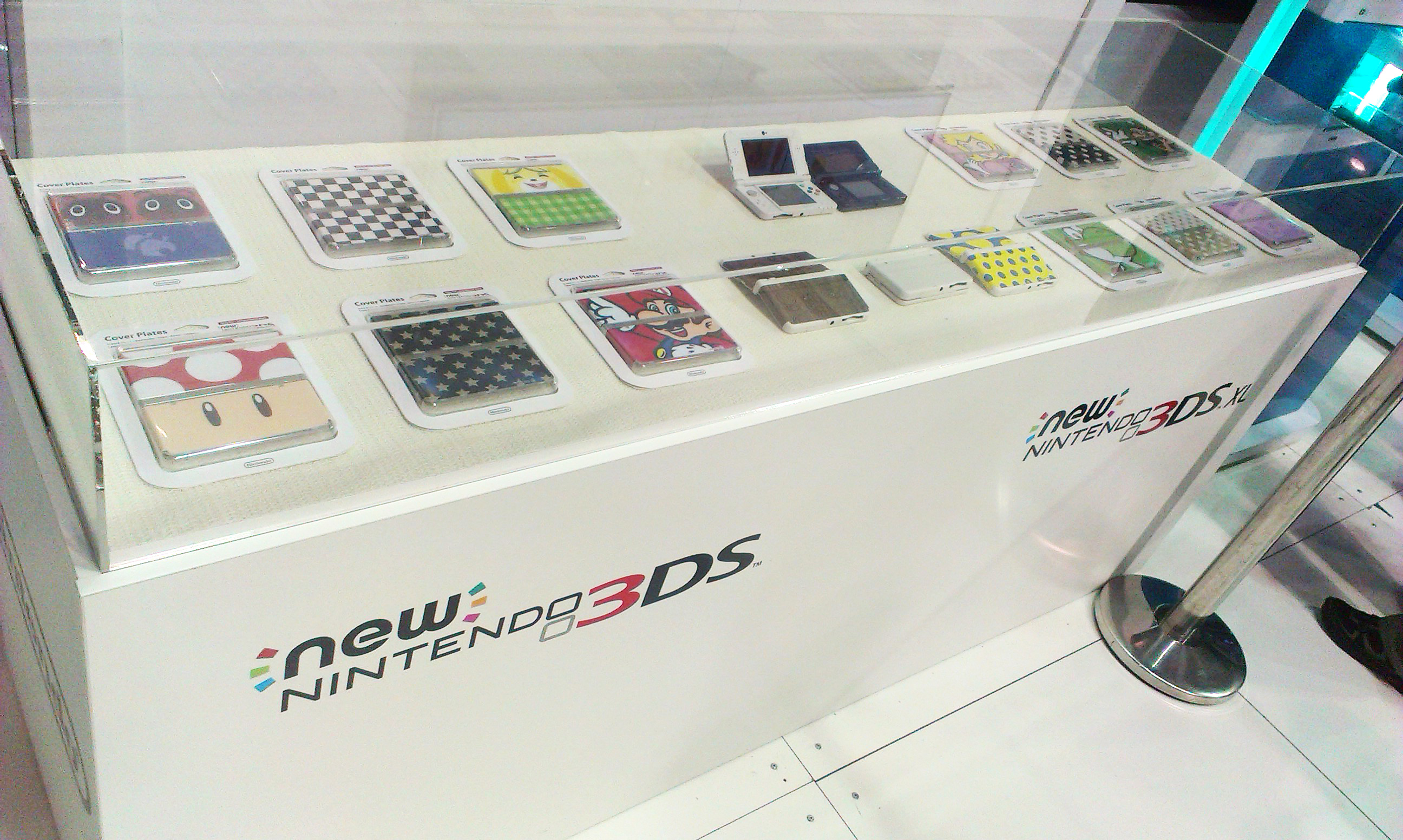
Les Cover Plate que van sortir a Australàsia el 21 de novembre de 2014 segons la PAX Australia el 2 de novembre. Al mig, la New Nintendo 3DS Blanca i la Nintendo 3DS Aqua Blue. A sota, els logotips de New Nintendo 3DS XL i el de New Nintendo 3DS.

La New Nintendo 3DS pot substituir les seves tapes originals per unes anomenades "Cover Plate" ("Kisekae Plate" al Japó). A Amèrica les cobertes només es poden trobar a la botiga online de Nintendo.
| Part superior                                                                                                   | Part inferior | Data de llançament |
| --- | --- | --- |
| Blanc | Blanc | JP 11 d'octubre de 2014 EU 13 de febrer de 2015 (es ven dins del paquet de la consola, és a dir, no es ven per separat) |
| Negre | Negre | JP 11 d'octubre de 2014 EU 13 de febrer de 2015 AUS 17 d'octubre de 2015 (es ven dins del paquet de la consola, és a dir, no es ven per separat)                                                                             |
| Mario | Mario | JP 12 d'octubre de 2014 AUS 21 de novembre de 2014 EU 13 de febrer de 2015 |
| Luigi | Luigi | JP 12 d'octubre de 2014 AUS 21 de novembre de 2014 EU 13 de febrer de 2015 |
| Peach | Peach | JP 12 d'octubre de 2014 AUS 21 de novembre de 2014 EU 13 de febrer de 2015 |
| Yoshi | Yoshi | JP 12 d'octubre de 2014 AUS 21 de novembre de 2014 EU 13 de febrer de 2015 NA 16 de setembre de 2016 |
| Diversos elements de la sèrie Mario                                                                             | Diversos elements de la sèrie Mario | JP 12 d'octubre de 2014 |
| Línies blanques i negres horitzontals                                                                           | Línies blanques i negres horitzontals                                                                                                   | JP 12 d'octubre de 2014 |
| Taques negres sobre fons blanc                                                                                  | Taques blanques sobre fons negre | JP 12 d'octubre de 2014 AUS 21 de novembre de 2014 ES 1 d'abril de 2015 EU 2 d'abril de 2015 NA 26 de setembre de 2015 |
| Tauler d'escacs                                                                                                 | Tauler d'escacs | JP 12 d'octubre de 2014 AUS 21 de novembre de 2014 |
| Groc | Groc | JP 12 d'octubre de 2014 |
| Blau | Blau | JP 12 d'octubre de 2014 ES 1 d'abril de 2015 EU 2 d'abril de 2015 AUS 2 d'abril de 2015 |
| Vermell | Vermell | JP 12 d'octubre de 2014 ES 1 d'abril de 2015 EU 2 d'abril de 2015 AUS 2 d'abril de 2015 |
| Diversos elements de la sèrie Mario (2)                                                                         | Diversos elements de la sèrie Mario (2)                                                                                                 | JP 12 d'octubre de 2014 |
| Tauler d'escacs                                                                                                 | Tauler d'escacs | JP 12 d'octubre de 2014 |
| Animal Crossing (Isabelle) (1)                                                                                  | Animal Crossing (Isabelle) (1) | JP 12 d'octubre de 2014 AUS 21 de novembre de 2014 EU 2 d'octubre de 2015 |
| Animal Crossing (Timmy & Tom Nook) (2)                                                                          | Animal Crossing (Timmy & Tom Nook) (2)                                                                                                  | JP 12 d'octubre de 2014 AUS 21 de novembre de 2014 NA 16 de setembre de 2016 |
| Animal Crossing (Mabel) (3)                                                                                     | Animal Crossing (Mabel) (3) | JP 12 d'octubre de 2014 |
| Animal Crossing (Sable) (4)                                                                                     | Animal Crossing (Sable) (4) | JP 12 d'octubre de 2014 |
| Taques roses sobre fons verd caqui                                                                              | Línies diagonals rosa i blanc | JP 12 d'octubre de 2014 |
| Taques grogues sobre fons blau                                                                                  | Taques blaves sobre fons groc | JP 12 d'octubre de 2014 AUS 21 de novembre de 2014 |
| Super Xampinyó                                                                                                  | Super Xampinyó | JP 12 d'octubre de 2014 AUS 21 de novembre de 2014 ES 1 d'abril de 2015 EU 2 d'abril de 2015 AUS 2 d'abril de 2015 NA 26 de setembre de 2015                                                                                 |
| Xampinyó 1-Up                                                                                                   | Xampinyó 1-Up | JP 12 d'octubre de 2014 ES 1 d'abril de 2015 EU 2 d'abril de 2015 AUS 2 d'abril de 2015 NA 16 de setembre de 2016 |
| Blau | Groc transparent | JP 12 d'octubre de 2014 AUS 21 de novembre de 2014 |
| Rosa | Verd transparent | JP 12 d'octubre de 2014 |
| Diversos elements de la sèrie Mario (blanc)                                                                     | Diversos elements de la sèrie Mario (blanc)                                                                                             | JP 12 d'octubre de 2014 AUS 21 de novembre de 2014 EU 13 de febrer de 2015 |
| Diversos elements de la sèrie Mario (fusta)                                                                     | Diversos elements de la sèrie Mario (fusta)                                                                                             | JP 12 d'octubre de 2014 AUS 21 de novembre de 2014 EU 13 de febrer de 2015 |
| Diversos elements de la sèrie Mario (blau)                                                                      | Diversos elements de la sèrie Mario (blau)                                                                                              | JP 12 d'octubre de 2014 |
| Diversos elements de la sèrie Mario (rosa)                                                                      | Diversos elements de la sèrie Mario (rosa)                                                                                              | JP 12 d'octubre de 2014 AUS 21 de novembre de 2014 EU 13 de febrer de 2015 |
| Taques beige sobre fons blanc                                                                                   | Taques blanques sobre fons beige | JP 12 d'octubre de 2014 AUS 21 de novembre de 2014 |
| Estrelles grogues sobre fons lila                                                                               | Estrelles grogues sobre fons lila | JP 12 d'octubre de 2014 AUS 21 de novembre de 2014 |
| Estrelles grogues sobre fons negre                                                                              | Estrelles grogues sobre fons negre | JP 12 d'octubre de 2014 AUS 21 de novembre de 2014 EU 13 de febrer de 2015 |
| Estrelles grogues sobre fons lila                                                                               | Estrelles grogues sobre fons lila | JP 12 d'octubre de 2014 |
| Línies roses i blanques diagonals                                                                               | Línies roses i blanques diagonals | JP 12 d'octubre de 2014 EU 26 de juny de 2015 (excepte a Espanya) |
| Quadres blau i blanc                                                                                            | Quadres blau i blanc | JP 12 d'octubre de 2014 EU 26 de juny de 2015 (excepte a Espanya) |
| Porpra | Porpra | JP 12 d'octubre de 2014 ES 1 d'abril de 2015 EU 2 d'abril de 2015 NA 26 de setembre de 2015 |
| Taronja | Taronja | JP 12 d'octubre de 2014 |
| Verd | Verd | JP 12 d'octubre de 2014 |
| Lila | Lila | JP 12 d'octubre de 2014 |
| Verd marí | Verd marí | JP 12 d'octubre de 2014 NA 26 de setembre de 2015 |
| Peix oriental                                                                                                   | Peix oriental | JP 12 d'octubre de 2014 |
| Cara d'un porc                                                                                                  | Línies diagonals blau i blanc | JP 12 d'octubre de 2014 |
| Super Smash Bros.                                                                                               | Super Smash Bros. | JP 8 de novembre de 2014 EU 5 de gener de 2015 (de forma limitada) |
| Bigoti d'en Mario                                                                                               | Vermell | JP 21 de novembre de 2014 AUS 21 de novembre de 2014 NA 16 de setembre de 2016 |
| Bigoti d'en Luigi                                                                                               | Verd | JP 21 de novembre de 2014 AUS 21 de novembre de 2014 |
| Goomba | Goomba | JP 21 de novembre de 2014 NA 16 de setembre de 2016 |
| Mario & Luigi difuminat amb tons marrons                                                                        | Mario & Luigi difuminat amb tons marrons                                                                                                | JP 21 de novembre de 2014 AUS 21 de novembre de 2014 |
| Mario & Luigi difuminat amb tons negres                                                                         | Mario & Luigi difuminat amb tons negres                                                                                                 | JP 21 de novembre de 2014 |
| Kawaii (1) de núvols i Boos                                                                                     | Kawaii (1) de núvols i Boos | JP 21 de novembre de 2014 |
| Groudon | Kyogre | JP 21 de novembre de 2014 EU 13 de febrer de 2015 |
| Totakeke | Guitarra | JP 21 de novembre de 2014 NA 26 de setembre de 2015 EU 2 d'octubre de 2015 |
| Línies horitzontals blau i blanc                                                                                | Línies horitzontals blau i blanc | JP 21 de novembre de 2014 |
| Línies horitzontals vermell i blanc                                                                             | Línies horitzontals vermell i blanc | JP 21 de novembre de 2014 |
| Bloc d'Interrogació                                                                                             | Bloc d'Interrogació | JP 21 de novembre de 2014 |
| Punts grocs sobre fons blanc                                                                                    | Línies diagonals grogues i blanques | JP 21 de novembre de 2014 |
| Kawaii (2) | Kawaii (2) | JP 21 de novembre de 2014 |
| Yo-Kai Watch | Yo-Kai Watch | JP 13 de desembre de 2014 |
| Nintendo en japonès                                                                                             | Logotip de Nintendo | EU 5 de gener de 2015 (de forma limitada) |
| Monster Hunter 4 Ultimate (negre)                                                                               | Monster Hunter 4 Ultimate (negre) | EU 13 de febrer de 2015 |
| Monster Hunter 4 Ultimate (blanc)                                                                               | Monster Hunter 4 Ultimate (blanc) | EU 13 de febrer de 2015 |
| Elements de Mario en color camuflatge verd                                                                      | Elements de Mario en color camuflatge verd                                                                                              | EU 13 de febrer de 2015 NA 26 de setembre de 2015 |
| The Legend of Zelda: Majora's Mask 3D                                                                           | The Legend of Zelda: Majora's Mask 3D                                                                                                   | JP 14 de febrer de 2015 EU 20 de març de 2015 |
| Pikachus | Pikachus | JP 14 de febrer de 2015 ES 1 d'abril de 2015 EU 2 d'abril de 2015 AUS 2 d'abril de 2015 NA 26 de setembre de 2015 |
| Kirbys | Kirbys | JP 14 de febrer de 2015 ES 1 d'abril de 2015 EU 2 d'abril de 2015 AUS 2 d'abril de 2015 NA 26 de setembre de 2015 |
| Personatges de One Piece: Super Grand Battle X (3DS, 2014 JP) disfressats segons les figures amiibo compatibles | Personatges de One Piece: Super Grand Battle X (3DS, 2014 JP) disfressats segons les figures amiibo compatibles                         | JP 24 de febrer de 2015 (sorteig de la revista Shonen Jump) |
| Diversos Trifuerza de The Legend of Zelda                                                                       | Símbol de The Legend of Zelda | EU 20 de març de 2015 GR 27 de març de 2015 JP 4 d'abril de 2015 NA 26 de setembre de 2015 |
| Xenoblade Chronicles 3D                                                                                         | Xenoblade Chronicles 3D | AUS 2 d'abril de 2015 (a EB Games de forma limitada) ES 1 d'abril de 2015 EU 2 d'abril de 2015 JP 4 d'abril de 2015 |
| Super Smash Bros. for Wii U                                                                                     | Guanyador del torneig 2-on-2 World Grand Prix de Super Smash Bros. for Wii U a l'esdeveniment Nico Nico Chokaigi (torneig entre equips) | JP 24 d'abril de 2015 (de forma limitada) |
| Fire Emblem If                                                                                                  | Fire Emblem If | JP 25 de juny de 2015 |
| Super Smash Bros. for Nintendo 3DS (en blanc)                                                                   | Super Smash Bros. for Nintendo 3DS (en blanc)                                                                                           | AUS 21 de maig de 2015 (dins un paquet especial) NA 26 de setembre de 2015 |
| Splatoon | Splatoon | EU 26 de juny de 2015 NA 16 de setembre de 2016 |
| Madras Check | Madras Check | JP 16 de juliol de 2015 (només dins un paquet) |
| Pastel Dot | Pastel Dot | JP 16 de juliol de 2015 (només dins un paquet) |
| Mario cubista                                                                                                   | Mario cubista | JP 27 de juliol de 2015 (DoCoMo Premium) |
| Animal Crossing: Happy Home Designer                                                                            | Animal Crossing: Happy Home Designer | JP 30 de juliol de 2015 NA 25 de setembre de 2015 (GameStop; dins un paquet de New 3DS amb Animal Crossing: Happy Home Designer) EU 2 d'octubre de 2015 (dins un paquet de New 3DS amb Animal Crossing: Happy Home Designer) |
| 30 anys de Super Mario Bros.                                                                                    | 30 anys de Super Mario Bros. | KR 10 de setembre de 2015 |
| Colorful Star                                                                                                   | Colorful Star | JP 17 de setembre de 2015 (també dins un paquet) NA 16 de setembre de 2016 |
| Animal Crossing: Personatges                                                                                    | Animal Crossing: Personatges | EU 2 d'octubre de 2015 (dins un paquet de New 3DS amb Animal Crossing: Happy Home Designer) NA 16 de setembre de 2016 |
| Dragon Ball Z: Extreme Butoden                                                                                  | Dragon Ball Z: Extreme Butoden | EU 16 d'octubre de 2015 (només dins un paquet) |
| Nintendo presenta: New Style Boutique 2 - ¡Marca tendencias!                                                    | Nintendo presenta: New Style Boutique 2 - ¡Marca tendencias!                                                                            | EU 20 de novembre de 2015 |
| Yoshis | Yoshis | EU 27 de novembre de 2015 NA 16 de setembre de 2016 |
| Hello Kitty | Hello Kitty | EU 27 de novembre de 2015 |
| Pixel Mario (versions 8-bit de personatges Nintendo de Super Mario Maker; 30 anys de Super Mario Bros.)         | Pixel Mario (versions 8-bit de personatges Nintendo de Super Mario Maker; 30 anys de Super Mario Bros.)                                 | EU 27 de novembre de 2015 JP 28 de novembre de 2015 (dins un paquet de New 3DS i per separat) NA 26 d'agost de 2016 (dins un paquet de New 3DS)                                                                              |
| Mario | Mario | JP 28 de novembre de 2015 NA 26 d'agost de 2016 (dins un paquet de New 3DS) |
| Yoshi | Yoshi | JP 28 de novembre de 2015 |
| Super Mario Bros. en estil hanafuda                                                                             | Super Mario Bros. en estil hanafuda | JP 28 de novembre de 2015 |
| Animal Crossing; tria de personatges                                                                            | Animal Crossing; tria de personatges | JP 28 de novembre de 2015 (dins un paquet de New 3DS) |
| Pokémon | Pokémon | NA 16 de setembre de 2016 |
| Personatges i ítems clàssics de Mario (en colors blanc i negre)                                                 | Personatges i ítems clàssics de Mario (en colors blanc i negre)                                                                         | NA 25 de novembre de 2016 (dins paquets de New 3DS, de forma limitada) |

### Bases de càrrega
| Blanc | N/A | 13 de febrer de 2015 | N/A |

## New Nintendo 3DS XL

### Colors bàsics
- Blau Metàl·lic
  - Llançament al Japó: 11 d'octubre de 2014[121]
  - Llançament a Australàsia: 21 de novembre de 2014
  - Llançament a Amèrica del Nord: N/A
  - Llançament a Singapur i a Malàisia: Agost de 2015[162][163]
  - Llançament a Europa: 13 de febrer de 2015[123]
  - Llançament a Corea del Sud: 1 de maig de 2015[125]
- Negre Metàl·lic
  - Llançament al Japó: 11 d'octubre de 2014[121]
  - Llançament a Australàsia: 21 de novembre de 2014
  - Llançament a Amèrica del Nord: 13 de febrer de 2015[164]
  - Llançament a Europa: 13 de febrer de 2015[123]
  - Llançament a Corea del Sud: N/A
- Vermell Metàl·lic
  - Llançament al Japó: 27 d'agost de 2015[165]
  - Llançament a Australàsia: 21 de novembre de 2014
  - Llançament a Amèrica del Nord: 13 de febrer de 2015[164]
  - Llançament a Europa: N/A
  - Llançament a Corea del Sud: 1 de maig de 2015[125]
- Blanc Perla
  - Llançament al Japó: 11 de juny de 2015[166]
  - Llançament a Australàsia: N/A
  - Llançament a Amèrica del Nord: N/A
  - Llançament a Europa: 11 de novembre de 2016[167]
  - Llançament a Corea del Sud: N/A
  - Llançament a Singapur i a Malàisia: Desembre de 2015[168]
- Lime x Black
  - Llançament al Japó: 9 de juny de 2016[169]
  - Llançament a Australàsia: N/A
  - Llançament a Amèrica del Nord: N/A
  - Llançament a Europa: N/A
  - Llançament a Corea del Sud: N/A
  - Llançament a Singapur i a Malàisia: N/A
- Pink x White
  - Llançament al Japó: 9 de juny de 2016[169]
  - Llançament a Australàsia: 10 de novembre de 2016
  - Llançament a Amèrica del Nord: N/A
  - Llançament a Europa: 11 de novembre de 2016[167]
  - Llançament a Corea del Sud: N/A
  - Llançament a Singapur i a Malàisia: N/A
- Orange & Black
  - Llançament al Japó: N/A
  - Llançament a Australàsia: 10 de novembre de 2016
  - Llançament a Amèrica del Nord: N/A
  - Llançament a Europa: 11 de novembre de 2016[167]
  - Llançament a Corea del Sud: N/A
  - Llançament a Singapur i a Malàisia: N/A
- Lime Green & Black (porta Super Mario World preinstal·lat)
  - Llançament al Japó: N/A
  - Llançament a Australàsia: 21 d'octubre de 2016 (a Amazon.com)[170]
  - Llançament a Amèrica del Nord: N/A
  - Llançament a Europa: N/A
  - Llançament a Corea del Sud: N/A
  - Llançament a Singapur i a Malàisia: N/A

### Edicions de colors limitades
- Pikachu Yellow Edition ("edició groga Pikachu")
  - Llançament al Japó: N/A
  - Llançament a Amèrica del Nord: 24 de febrer de 2017[171]
  - Llançament a Europa: N/A
  - Llançament a Australàsia: N/A
  - Llançament a Corea del Sud: N/A

### Variacions de colors limitades
|  | Venda física habitual |  | Botigues selectives |  | Competició/Rifa |

| Nom                                                 | Color de base                                          | Color de la calcomania                                    | Disponibilitat             | Data de llançament                              | Data de llançament              | Data de llançament          | Data de llançament          | Data de llançament |
| Nom                                                 | Color de base                                          | Color de la calcomania                                    | Disponibilitat             | Japó                                            | Amèrica del Nord                | Europa                      | Australàsia                 | Corea del Sud      |
| --------------------------------------------------- | ------------------------------------------------------ | --------------------------------------------------------- | -------------------------- | ----------------------------------------------- | ------------------------------- | --------------------------- | --------------------------- | ------------------ |
| Monster Hunter 4 Ultimate                           | Blanc                                                  | Drac negre                                                | Venda física habitual      | 12 d'octubre de 2014                            | 13 de febrer de 2015            | 13 de febrer de 2015        | N/A                         | 1 de maig de 2015  |
| Super Smash Bros.                                   | Vermell                                                | Caràtula del joc en blanc i negre                         | Venda física habitual      | 8 de novembre de 2014                           | N/A                             | N/A                         | N/A                         | N/A                |
| The Legend of Zelda: Majora's Mask 3D               | Daurat                                                 | Majora's Mask                                             | Venda física habitual (EU) | N/A                                             | 13 de febrer de 2015            | 13 de febrer de 2015        | N/A                         | N/A                |
| The Legend of Zelda: Majora's Mask 3D               | Daurat                                                 | Majora's Mask                                             | Botigues selectives (NA)   | N/A                                             | 13 de febrer de 2015            | 13 de febrer de 2015        | N/A                         | N/A                |
| Animal Crossing: Happy Home Designer                | Blanc                                                  | Estampats de Animal Crossing                              | Venda física habitual      | 30 de juliol de 2015                            | N/A                             | 2 d'octubre de 2015         | N/A                         | N/A                |
| Hyrule Edition                                      | Daurat                                                 | Escut de Hyrule                                           | Venda física habitual      | N/A                                             | 30 d'octubre de 2015 (GameStop) | N/A                         | N/A                         | N/A                |
| Monster Hunter Generations                          | Vermell Metàl·lic                                      | Temàtic                                                   | Venda física habitual      | 28 de novembre de 2015 (com a Monster Hunter X) | N/A                             | 15 de juliol de 2016        | 15 de juliol de 2016        | N/A                |
| New Nintendo 3DS XL Fire Emblem Fates               | Gris                                                   | Temàtic                                                   | Botigues selectives (NA)   | N/A                                             | N/A                             | 20 de maig de 2016          | N/A                         | N/A                |
| Monster Hunter Generations Hunting Life             | Blau                                                   | Temàtic                                                   | Venda física habitual      | 28 de novembre de 2015 (com a Monster Hunter X) | N/A                             | N/A                         | N/A                         | N/A                |
| Monster Hunter Generations                          | Blau Metàl·lic                                         | Temàtic                                                   | Venda física habitual      | N/A                                             | 15 de juliol de 2016            | N/A                         | N/A                         | N/A                |
| Super Nintendo Entertainment System o Super Famicom | Gris                                                   | Inspirat en l'aparença de la consola (segons versió)      | Venda física habitual      | 1 d'agost de 2016 (Super Famicom)               | 27 de novembre de 2017 (SNES)   | 13 d'octubre de 2017 (SNES) | 14 d'octubre de 2017 (SNES) | N/A                |
| New Nintendo 3DS XL Pokémon Sol i Luna              | Negre                                                  | Silueta blanca dels pokémon llegendaris Solgaleo i Lunala | Venda física habitual      | N/A                                             | N/A                             | 18 de novembre de 2016      | N/A                         | N/A                |
| Pikachu Edition                                     | Groc clar                                              | Pikachu transparent a la part posterior                   | Venda física habitual      | 18 de novembre de 2016                          | 24 de febrer de 2017            | N/A                         | N/A                         | N/A                |
| Metroid: Samus Returns                              | Groc i vermell a la part posterior, negre a l'interior | Samus                                                     | Venda física habitual      | 15 de setembre de 2017                          | 15 de setembre de 2017          | 15 de setembre de 2017      | 16 de setembre de 2017      | N/A                |

### Bases de càrrega
| Negre | N/A | N/A | 13 de febrer de 2015 | N/A |

## New Nintendo 2DS XL

### Colors bàsics
- Negre x Turquesa
  - Llançament al Japó: 13 de juliol de 2017
  - Llançament a Amèrica del Nord: 28 de juliol de 2017 (amb Mario Kart 7 inclòs)
  - Llançament a Australàsia: 28 de juliol de 2017
  - Llançament a Europa: 28 de juliol de 2017
- Blanc x Taronja
  - Llançament a Australàsia: 15 de juny de 2017
  - Llançament al Japó: 13 de juliol de 2017
  - Llançament a Europa: 28 de juliol de 2017
  - Llançament a Amèrica del Nord: 6 d'octubre de 2017
- Negre x Llima
  - Llançament al Japó: 5 d'octubre de 2017
  - Llançament a Europa: 29 de juny de 2018 (amb Mario Kart 7 inclòs)[174]
  - Llançament a Australàsia: N/A
  - Llançament a Amèrica del Nord: N/A
- Blanc x Lavanda
  - Llançament al Japó: 5 d'octubre de 2017
  - Llançament a Europa: 29 de juny de 2018 (amb Tomodachi Life inclòs)[174]
  - Llançament a Australàsia: N/A
  - Llançament a Amèrica del Nord: N/A
- Lila x Daurat
  - Llançament a Amèrica del Nord: 28 de setembre de 2018
  - Llançament al Japó: N/A
  - Llançament a Europa: N/A
  - Llançament a Australàsia: N/A

### Variacions de colors limitades
|  | Venda física habitual |  | Botigues selectives |  | Competició/Rifa |

| Nom                        | Color de base     | Color de la calcomania                | Disponibilitat        | Data de llançament                                            | Data de llançament             | Data de llançament     | Data de llançament    | Data de llançament |
| Nom                        | Color de base     | Color de la calcomania                | Disponibilitat        | Japó                                                          | Amèrica del Nord               | Europa                 | Australàsia           |                    |
| -------------------------- | ----------------- | ------------------------------------- | --------------------- | ------------------------------------------------------------- | ------------------------------ | ---------------------- | --------------------- | ------------------ |
| Liquid Metal Slime Edition | Negre             | Slime metàl·lic de Dragon Quest       | Venda física habitual | 29 de juliol de 2017                                          | N/A                            | N/A                    | N/A                   |                    |
| Poké Ball Edition          | Vermella          | Disseny inspirat en la Poké Ball      | Venda física habitual | 17 de novembre de 2017                                        | 3 de novembre de 2017          | 17 de novembre de 2017 | 4 de novembre de 2017 |                    |
| Pikachu Edition            | Groc              | Cara d'en Pikachu a la part posterior | Venda física habitual | 17 de novembre de 2017                                        | 26 de gener de 2018            | 26 de gener de 2018    | 27 de gener de 2018   |                    |
| Animal Crossing: New Leaf  | Blanc i verd clar | Inspirat en Animal Crossing           | Venda física habitual | 19 de juliol de 2018                                          | N/A                            | 20 de juliol de 2018   | 21 de juliol de 2018  |                    |
| Edició escut hylià         | Metàl·lic         | Inspirat en The Legend of Zelda       | Botigues selectives   | En reserva al My Nintendo Store fins al 3 de setembre de 2018 | 2 de juliol de 2018 (GameStop) | N/A                    | N/A                   |                    |
| Edició Mario Kart 7        | Vermella x Negra  | Cap                                   | Venda física habitual | 19 de juliol de 2018                                          | N/A                            | N/A                    | N/A                   |                    |
| Minecraft Creeper Edition  | Verda x Negra     | Creeper                               | Venda física habitual | 2 d'agost de 2018                                             | N/A                            | 19 d'octubre de 2018   | 20 d'octubre de 2018  |                    |